# Regionales Schutzgebiet Imiría
Das Regionale Schutzgebiet Imiría (span. Área de Conservación Regional Imiría) befindet sich in der Region Ucayali in Ost-Peru. Das Schutzgebiet wurde am 15. Juni 2010 durch das Decreto Supremo N° 006-2010-MINAM eingerichtet. Die Regionalregierung von Ucayali ist die für das Schutzgebiet zuständige Behörde. Das Schutzgebiet besitzt eine Größe von 1357,38 km². Es dient der Erhaltung eines großen Feuchtgebietes zwischen dem Río Ucayali und dem Unterlauf des Río Tamaya und damit einem Ökosystem bedrohter Pflanzen- und Tierarten. Es wird in der IUCN-Kategorie VI als ein Schutzgebiet geführt, dessen Management der nachhaltigen Nutzung natürlicher Ökosysteme und Lebensräume dient. Die Region bildet das Siedlungsgebiet der Shipibo-Conibo.

## Lage
Das Schutzgebiet liegt im Amazonasbecken 65 km südöstlich der Regionshauptstadt Pucallpa zwischen den Flussläufen von Río Ucayali im Westen und dem Unterlauf des Río Tamaya im Nordosten. Es befindet sich im Distrikt Masisea der Provinz Coronel Portillo. Kernstück des Schutzgebietes bilden die beiden Seen Laguna Imiría (ca. 38 km²) und Laguna Chauya (ca. 35 km²). Beide Seen sind aus ehemaligen Altarmen des Río Ucayali entstanden.

## Ökologie
Im Schutzgebiet kommt der Jabiru (Jabiru mycteria), der Amazonas-Manati (Trichechus inunguis), der Krokodilkaiman (Caiman crocodilus), die Terekay-Schienenschildkröte (Podocnemis unifilis) sowie die Fischart Arapaima gigas vor. Bei einer Untersuchung der Fischfauna der Laguna Chauya wurden 57 Arten aus 46 Gattungen und 19 Familien gezählt.